# Havel Lipót

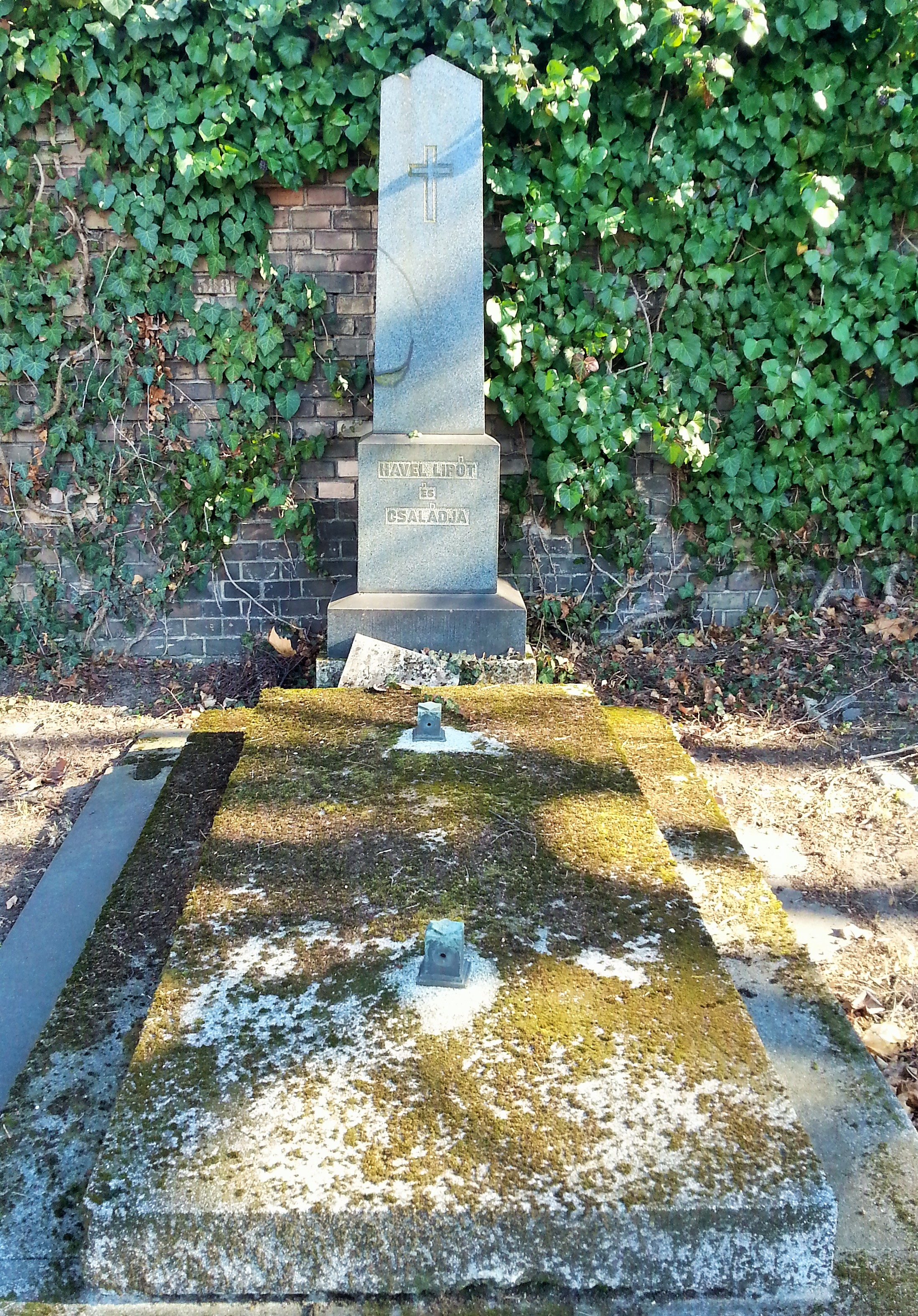
Sírja a Fiumei úti sírkertben

Havel Lipót (Pest, 1847. november 15. – Budapest, 1933. április 9.) cseh gyökerekkel rendelkező magyar építőmester, a Havel Lipót cég alapítója, közel ötszáz, közöttük több híres budapesti épület (Igazságügyi palota, Vígszínház, Vámpalota, Várkert, Műegyetem központi épülete, Műcsarnok, Fővárosi Serfőző Rt.) kivitelezője. Az Igazságügyi Palota (Kúria) építéséért 1896-ban a Ferenc József-rend lovagkeresztje kitüntetésben részesült.

## Élete
Apai nagyapja, Simon kőművespallér, Csehországból vándorolt Pestre, az 1820-as évek előtt. Apja, Havel János (1822–1857) kőműves már Pesten született, aki 1847-ben kötött házasságot a szintén cseh származású Bartek Klárával, akinek szintén kőműves felmenői voltak.
Lipót 14 évesen, 1861-től Wechselmann Ignác építőmester cégében kőműves inas, 1867-től irodista. Ügyességgel, szorgalommal, kitartással és önképzéssel lesz először rajzoló, majd segédpallér, 1869-től pedig - 22 évesen - már üzletvezető. 1886-ban Wechselmann visszavonulásakor új céget alapított, majd átvette a korábbi munkatársakat és üzletkört. 1933-as haláláig több mint 500 épület kivitelezésében vett részt.
1887-ben alapító tagja a Magyar Építőmester Egyesületnek és 1906-tól választmányi tagja a Magyar Országos Takarékpénztárnak.
1879. február 15-én Budapesten feleségül vette Fuchs Etelkát, Fuchs Ignác királyi udvari pénzváltó lányát. Öt gyermekük született, két-két fiú és lány érte meg a felnőttkort, egyik lányuk kéthetes korában meghalt.
Havel Lipót életútjának forrása az általa 1881-től - németül - vezetett napló, melyben a családi adatok mellett utazásait és minden év végén az elmúlt esztendő gazdasági mérlegét is rögzítette.

## Jegyzetek

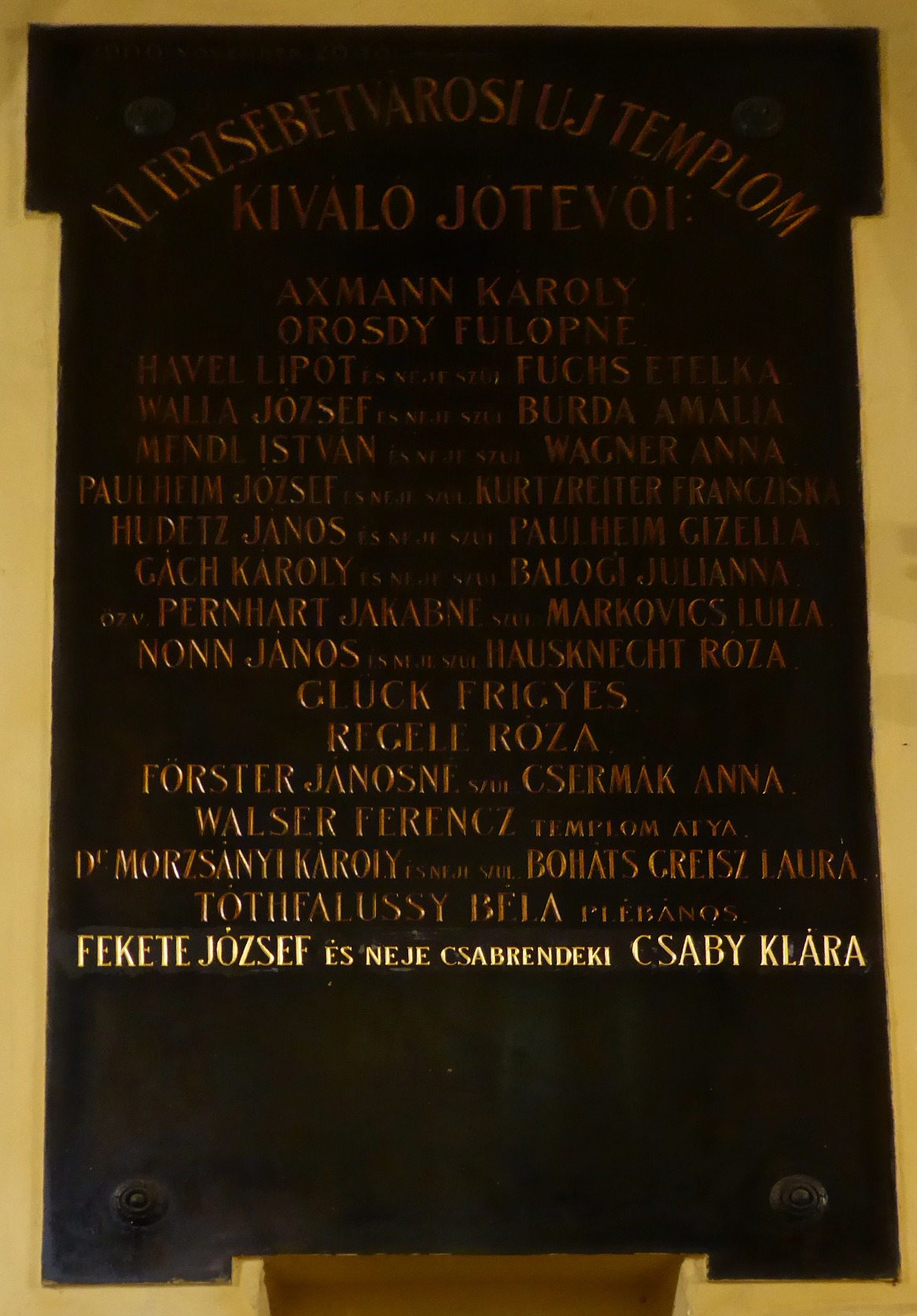
Emléktábla az Árpád-házi Szent Erzsébet plébániatemplomban. A „templom kiváló jótevői” között szerepel Havel Lipót és felesége